# Chleuh

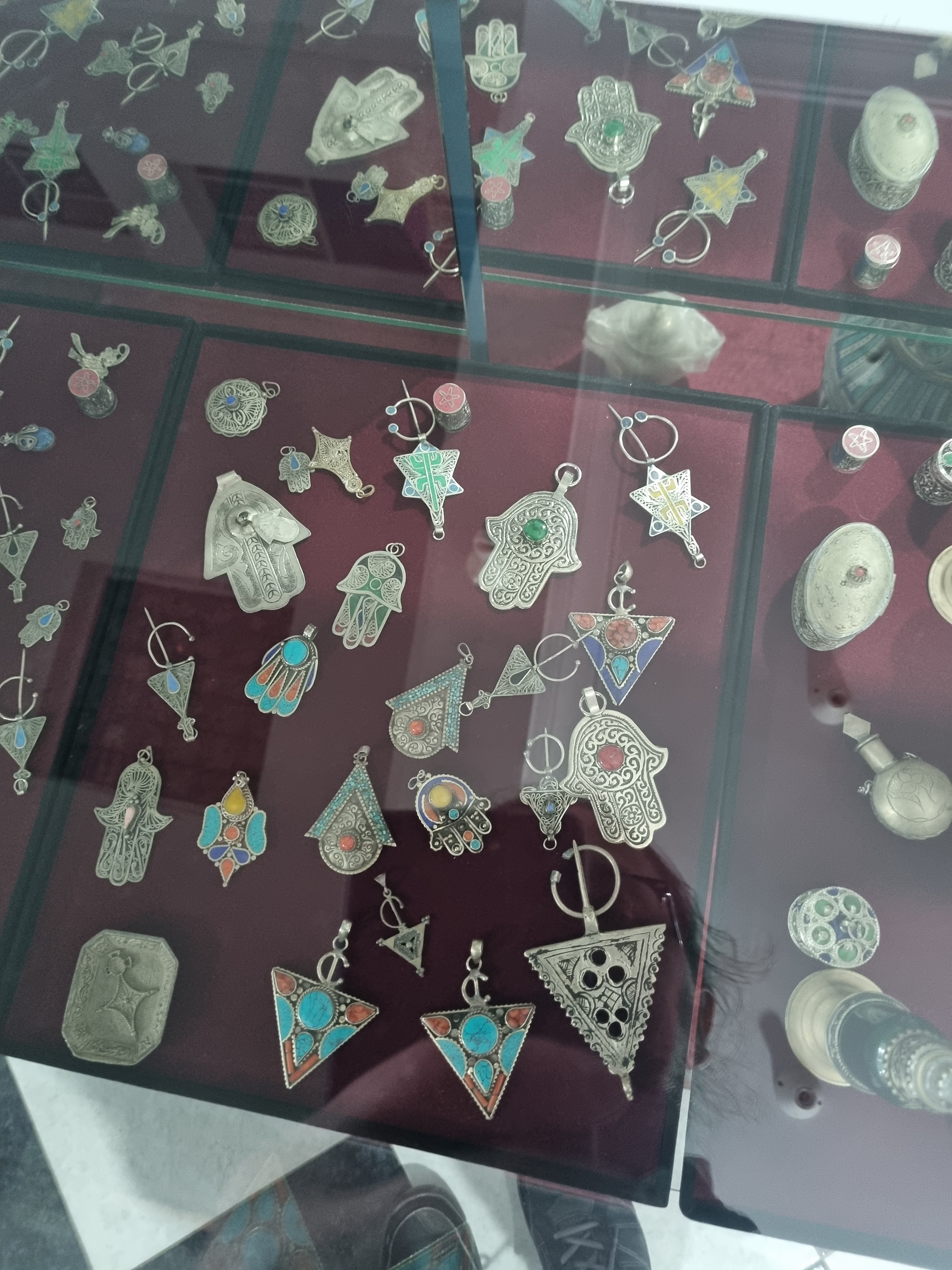
Traditionella berbiska silversmycken från staden Tiznit.

Chleuh, även tacelḥit, tašelḥit, tašelḥiyt, är en berbisk folkgrupp som talar tachelhit. De befolkar huvudsakligen Atlasbergen i Marocko. Populationen beräknas till omkring 8 000 000 personer.